# Guillem I d'Hainaut
Guillem I d'Hainaut (circa 1286 - Valenciennes, 7 de juny de 1337) va ser comte d'Hainaut des 1304 a 1337 i  comte d'Holanda (Guillem III d'Holanda) des 1304 a 1337. Era fill de Joan I, comte d'Holanda, i de Felipa de Luxemburg.

## Història
De molt jove, va prendre part activa a la lluita que la seva família mantenia contra els Dampierre, posseïdors del comtat de Flandes. Va eliminar les tropes flamenques que havien envaït Holanda en ajut dels rebels zelandesos i va sotmetre aquest comtat.
En haver mort el seu germà gran, Joan ("Jean Sans Merci") a la batalla de Courtrai (1302), després de la mort del seu pare, Joan I d'Hainaut, es va convertir en hereu dels comtats d'Hainaut, Holanda i Zelanda.
El 1306 va acordar amb el comte de Flandes una treva de quatre anys; però la guerra es va reprendre al cap d'aquest terme. Els holandesos i zelandesos no el van ajudar a la guerra a Hainaut, sota el pretext que no estaven obligats a això i que necessitaven defensar les seves pròpies costes. Això el va forçar, el 1310, a sol·licitar la pau en unes condicions força dures per a ell.
El 1315, amb el suport de Lluís X de França, va declarar novament la guerra a Flandes per anul·lar les condicions del tractat que s'havia vist obligat a signar el 1310. El monarca francès va atacar Flandes per l'Artois mentre que Guillem remuntava l'Escalda amb una nombrosa flota incendiant Rupelmonde i d'altres llocs del Waesland. Però el mal temps, a causa de les fortes pluges, va interrompre la campanya. Al mal temps va seguir una pesta general en tot el país, el que va propiciar la negociació a l'any següent per a un acord de pau. Lluís X havia mort el juny de 1316 i el seu successor, Felip V havia d'afermar-se al tron de França per la qual cosa el tractat no es va concloure fins al 2 de juny de 1320.

## La seva feina de govern
La seva aliança amb França va contribuir molt a l'increment de la seva autoritat, així com tenir en favor seu, a causa del matrimoni de les seves filles, a Anglaterra i a l'Imperi a més a més de l'amistat de Bohèmia el va ajudar a alliberar-se del jou de Flandes i Brabant. Va alliberar Zelanda i Holanda del sud, es va apoderar del bisbat d'Utrecht i va sotmetre els frisons.
Va donar fi als abusos del clericat i de la noblesa en matèria d'impostos. El 21 de març de 1322 va atorgar als habitants de Genly el privilegi de regir-se pel mateix fur que els de Mons. El seu zel per la justícia el va fer inflexible en el càstig dels mandataris que abusaven dels seus càrrecs.
El 1334, va aconseguir negociar la pau amb Lluís de Nevers i el duc de Brabant Joan III que estaven en guerra durant dos anys. Al començament de la guerra dels Cent Anys va prendre el partit del seu gendre Eduard III, rei d'Anglaterra, contra el seu cunyat el rei de França Felip VI de França i va formar una coalició amb el rei d'Anglaterra, el duc de Brabant, el comte de Gueldre, l'arquebisbe de Colònia i el duc de Juliers.
Va morir a Valenciennes, el 7 de juny de 1337. Poc després de la seva mort se li va donar el sobrenom de "el Bó", sense que s'estigui segur sobre el seu fonament.

## Matrimoni i descendència
El 19 de maig de 1305 es va casar amb Joana de Valois (1294-1352) filla de Carles I de Valois (1270-1325), comte de Valois; comte d'Anjou i Maine ; comte d'Alençon, Chartres i Perche i de Margarida d'Anjou (1273-1299). El matrimoni va tenir vuit fills: 
- Joan, mort el 1316;
- Guillem II (1317-1345), comte d'Hainaut, d'Holanda i de Zelanda;
- Margarida II (1311-1356), comtessa d'Hainaut, d'Holanda i de Zelanda, casada amb l'emperador Lluís IV de Baviera;
- Felipa d'Hainaut (c. 1314-1369), casada el 1328 amb Eduard III d'Anglaterra;
- Joana (c. 1315-1374), casada el 1334 amb Guillem V (c. 1315-1362), duc de Juliers;
- Agnès, morta després de 1327;
- Elisabet (c. 1323-1361), casada el 1354 amb Robert de Namur (c. 1325-1391), senyor de Beaufort;
- Lluís (1325-1328).